# APPLECIDER
APPLECIDER（アップルサイダー）は、コンドウミキオ、pullによる日本の男女ツインボーカルのロックバンドである。前身バンドを経て2006年に結成。「ちょっぴりアンビエント感のあるツインボーカルエレクトリックチーム」というコンセプトのもと活動をスタート。関西、関東を中心に活動中。

## メンバー
- コンドウ ミキオ （1991年2月11日 - ）ボーカル、ベース、プログラミング担当。
- pull（プル、1990年4月26日 - ）ボーカル、ギター、プログラミング担当。

## ディスコグラフィ

### コンピレーション・アルバム
- GOOD GIRLS DON'T XXXTRA (GROOOVIE DRUNKER RECORDS)
- Pacific Union (Vinyl Junkie)
- GOOD GIRLS DON'T (GROOOVIE DRUNKER RECORDS)

### アルバム
- NEW LINE (STARBALL DISC)2009年
- STAR BLACK (STARBALL DISC)2011年